# Mercado 4
El Mercado Municipal N° 4 es un populoso mercado de frutas, verduras y abarrotes, tiendas de ropa y cocinerías nacionales e internacionales ubicado en la ciudad de Asunción, Paraguay. Se encuentra específicamente en el barrio Pettirossi, aunque debido a su expansión, también cubre parte de los barrios San Roque, Ciudad Nueva y Pinozá.

## Historia
La solicitud al Ministerio del Interior por parte de la Municipalidad de la Ciudad de Asunción de un predio para trasladar a los trabajadores del Mercado Guasu tuvo su curso a inicios de los 40s, el nombrado Mercado Guasu estaba ubicado en la actual Plaza de la Democracia, recién en mayo de 1942 se llevó a cabo el traslado del mismo.
En 1943, cuando el general Higinio Morínigo gobernaba el país, a través de un decreto fueron expropiados algunos terrenos baldíos y se produjo el traslado, primeramente a la zona de la Avda. Rodríguez de Francia, luego se fue expandiendo sobre las calles Perú y Pettirossi.

## Cultura Popular
La taquillera película paraguaya 7 cajas,  de los directores Juan Carlos Maneglia y Tana Schémbori, fue filmada en las inmediaciones de este mercado, lo cual le dio reconocimiento internacional a dicho lugar.